# Alliance pour la démocratie et le progrès
De Alliance pour la démocratie et le progrès (Nederlands: Alliantie voor Democratie en Vooruitgang, ADP) was een lijstverbinding in Mali die bij de parlementsverkiezingen van 2007 de grootste werd in de Nationale Vergadering met 113 zetels.

## Deelnemende partijen met zetelwinst in 2007
- Alliance pour la démocratie au Mali-Parti africain pour la solidarité et la justice (ADEMA-PASJ) - 51
- Union pour la république et la démocratie (URD) - 34
- Rassemblement national pour la démocratie (RND) - 1
- Bloc pour la démocratie et l'intégration africaine (BDIA) - 1
- Congrès national d’initiative démocratique (CNID) - 7
- Mouvement patriotique pour le renouveau (MPR) - 8
- Union pour la démocratie et le développement (UDD) - 3
- Mouvement pour l'indépendance, la renaissance et l'intégration africaine (MIRIA) - 2
- Bloc des alternances pour le renouveau, l'intégration et la coopération africaine (BARICA) - 2
- Parti de la solidarité et du progrès (PSP) - 2
- Union soudanaise-Rassemblement démocratique africain (US-RDA) - 1